# マテア・イキッチ
マテア・イキッチ（Matea Ikić、1989年5月25日 - ）は、クロアチアの女子バレーボール選手。ポジションはアウトサイドヒッター。クロアチア代表。

## 来歴

### クラブチーム
プーラ出身。2006年、イタリアセリエA1（当時）のヴィチェンツァ・バレーに入団し3年間プレーした。2009年、Riso Scotti Paviaへ加入し1年間プレーした。2010/11シーズンはポーランドのMKS Dąbrowa Górniczaでプレーし、タウロンリーガで4位となった。2011/12シーズンはブドウラニ・ウッチでプレーした。2014/15シーズンに所属していたLJ ModenaではイタリアセリエA1リーグで5位となった。2016年7月、ルーマニアのCSM Târgovișteと契約し、2016/17シーズンのルーマニアカップで3位、ルーマニアリーグで4位となった。2017年、フランスのLe Cannet VBへ移籍し、2017/18シーズンのフランスリーグは6位となった。2018/19シーズンはカザフスタンのアルタイVCへ移籍し、世界クラブ選手権に出場した。カザフスタンリーグでは優勝した。2019年9月、トルコのクゼイボルとの契約に合意し、2020/21シーズンも同チームとの契約を更新した。2021年10月、Karayolları SKへの移籍が発表され、1年間プレーした。2022年5月、Adam Voleybolへの移籍が発表された。2023年7月、ルーマニアリーグのCSMブカレストでプレーすることが発表され、ルーマニアリーグでは6位となった。

### 代表チーム
アンダーカテゴリーの代表として、2003年のU-19世界選手権に出場した。2005年、U-19世界選手権に出場し6位となった。2006年、U-20欧州選手権では銀メダルを獲得した。2007年、U-20世界選手権に出場した。2009年、シニア代表に初選出され、同年の世界選手権欧州大陸予選でデビューした。2017年、代表復帰し、欧州選手権に出場した。

## 球歴
- 欧州選手権 - 2017年、2019年、2021年

## 所属クラブ
- ヴィチェンツァ・バレー（2006-2009年）
- Riso Scotti Pavia（2009-2010年）
- MKS Dąbrowa Górnicza（2010-2011年）
- ブドウラニ・ウッチ（2011-2012年）
- IHF Volley Frosinone（2012-2013年）
- Pallavolo Ornavasso（2013-2014年）
- LJ Modena（2014-2015年）
- Neruda Bolzano（2015-2016年）
- CSM Târgoviște（2016-2017年）
- Le Cannet VB（2017-2018年）
- アルタイVC（2018-2019年）
- クゼイボル（2019-2021年）
- Karayolları SK（2021-2022年）
- Adam Voleybol（2022-2023年）
- CSMブカレスト（2023-2024年）
- GS Panionios（2024年-）